# Ada de Holanda
Ada de Holanda, (hacia 1188 - 1218) fue condesa de Holanda desde 1203 a 1207. 

## Biografía
Era hija de Teodorico VII, conde de Holanda, y de Adelaida de Clèves.
Teodorico VII había muerto en 1203 sin dejar hijos varones y su hija Ada debía sucederle bajo la tutela de su tío Guillermo. 
Adelaida, madre de la joven condesa, previendo que la regencia de Guillermo, al que ella había derrotado en combate cuando aquel se sublevó contra su marido, no le sería favorable, había acordado secretamente el matrimonio de su hija con Luis II, conde de Loon.
Adelaida hizo consumar el matrimonio de su hija inmediatamente después del entierro de  Teodorico. Sin embargo, varios nobles holandeses acaban de reconocer solemnemente a Guillermo como conde de Holanda. La ceremonia de su inauguración se había hecho en Zierikzee en Zelanda y su primera preocupación fue controlar a la condesa Adelaida y a los jóvenes esposos. 
Ada se refugió en el castillo de Leiden, donde bien pronto fue asediada por las tropas del Kennemerland y del Rijnland favorables a su tío Guillermo.  Habiendo sido forzada a rendirse fue entregada a su primo Guillermo de Teilingen, quien, mientras estuvo bajo su custodia, la trató siempre con los honores debidos a su rango.
Guillermo retornó a Holanda, donde fue recibido con grandes muestras de alegría y revistido de toda la autoridad. Inmediatamente hizo trasladar a Ada a Texel y de allí a Inglaterra, de donde no le fue permitido volver hasta que concluyó un tratado con su marido, Luis de Loon.
Por el tratado de Brujas, Guillermo aceptó a Luis y Ada como condes de Holanda; pero Ada debió aceptar renunciar a su herencia en 1207 para recobrar su libertad. Ada y Luis no cumplieron su promesa y la guerra prosiguió. 
En 1209 el conde de Loon había forzado a los habitantes de Holanda del sur, del Kennemerland y del Rijnland a someterse a su dominio. Por otro lado, Hugo de Voorne había arrebatado Zelanda al conde Guillermo.
Esta guerra civil se integró en un importante conflicto internacional: La guerra entre, por una parte ,  el rey de Francia y los Hohenstaufen, y por otra, el rey  de Inglaterra y los Güelfos. Guillermo I de Holanda consigue conservar el condado de Holanda navegando entre los dos  bandos.
Luis II de Loon que fallece en 1217 y Ada, que también muere un año después, renunciaron a sus pretensiones. Ada, que falleció fuera de Holanda, fue enterrada en la Abadía de Herkenrode en Kuringen (Bélgica)   Murieron sin descendencia.